# 張璐 (翻譯)
张璐（1977年10月—），山东济南人，毕业于外交学院，曾任中华人民共和国外交部翻譯司副司长、高级翻译、党和国家领导人首席翻译，曾任中华人民共和国外交部翻譯司西葡语处处长。

## 生平
1977年，张璐出生于山东省济南市的一个知识分子家庭，其母亲已经从医院退休，其父亲在当地铁路部门上工作。
1990年，张璐入读于甸柳二中（今燕山中学），成为1990级2班的学生。1993年，张璐被燕山中学保送到山东省实验中学，一直担任班级团支书，年年被评选为“三好学生”、“三好学生标兵”、“优秀学生干部”。1996年，张璐考入外交学院国际法系，是1996级学生，2000年毕业后在英国伦敦一所大学学习外交学专业，并且获得硕士学位。

## 职业生涯
张璐进入中国外交部之后，曾接受翻译方面的“魔鬼训练”。她的翻译生涯开始于2007年。
2007年，原中国外交部长李肇星答记者问，张璐为翻译。2008年，四川汶川地震，张璐为国务院新闻办公室翻译。
2009年，张璐担任中国总理温家宝在瑞士达沃斯论坛和欧洲四国的翻译。同年，外交部长杨洁篪答记者问，张璐为翻译。哥本哈根气候大会，张璐再次担任温家宝的翻译。
2010年，外交部长杨洁篪答记者问，张璐为翻译。3月14日，张璐担任温家宝答记者问的翻译。10月31日，张璐担任出席上海世博会的温家宝的翻译。11月12日，张璐担任出席第十六届亚运会的温家宝翻译。
2011年3月14日，张璐担任温家宝答记者问的翻译。7月28日，张璐担任温家宝就温州动车追尾事故答记者问的翻译。
2012年3月14日，张璐担任温家宝答记者问的翻译。
2021年4月，张璐履新外交部翻译司副司长。
2024年1月，卸任外交部翻译司副司长一职。5月，任中国人民外交学会副秘书长。

## 亲属
- 母亲：孙丽[2]

张璐具有四分之一的日本血统。

## 评价
山东省实验中学杨育红老师：“1.7米的个头，非常稳重，很淑女。”
张璐的英语老师高德华：“张璐的分数并不拔尖，但是我一直认为高分并不等于高能力，英语水平高但不见得要得满分。”
清华大学外语系主任罗立胜：“我觉得她翻译得很好，的确是国家级水准。”